# 胡南·阿维蒂斯扬
胡南·阿维蒂斯扬（1914年7月20日—1943年9月16日）是苏联红军第89步枪师一名中士。他在高加索戰役中的新罗西斯克-塔曼攻势中，阿维蒂斯扬封堵德军掩体上的机枪射击孔，为进攻中的蘇聯紅軍争取了时间。1944年5月，苏联最高苏维埃主席团因阿维蒂斯扬的舉動而向他追授蘇聯英雄金星奖章和列寧勳章。

## 生平
胡南·阿维蒂斯扬出生在俄罗斯帝国埃里溫省的一个小村庄Tsav，全家都是亚美尼亚人。阿维蒂斯扬的父母是农民，他也在农村长大，接受了初等教育。納粹德國發動巴巴羅薩行動时，阿维蒂斯扬在当地的一座國營農場工作。
1942年，阿维蒂斯扬加入苏联红军，服役于北高加索方面军第18军第89步枪师（成员基本全是亚美尼亚人）的第390步枪团。
1943年9月时，阿维蒂斯扬的军衔已升至上士，第89步枪师得到的命令是在新罗西斯克-塔曼攻势中攻打设在塔曼半岛地区的德军阵地，整场战役史称高加索戰役。
1943年9月16日，阿维蒂斯扬所在的连奉命攻占德国人把守的Dolgaya高地，此地就位于克拉斯诺达尔边疆区内，离新罗西斯克不远。全连被来自德军工事的机枪火力打得抬不起头，阿维蒂斯扬匍匐接近其中一座碉堡，将其用手榴弹炸毁，红军得以继续前进，但很快又被另一座碉堡射出的弹幕拦住了。
阿维蒂斯扬再次爬向德军碉堡，但这次他扔出的手榴弹没能奏效，他自己也受了枪伤。随后，阿维蒂斯扬跃向射击孔，堵住了机枪吐出的火舌。全连官兵得到了冲锋良机，一举攻克了高地。第89步枪师的另一名士兵，苏伦·阿拉克良（Suren Arakelyan）在阿维蒂斯扬堵枪眼的六天后也做出了同样的舉動，他也在1944年5月获得苏联英雄称号。
1944年5月16日，苏联最高苏维埃主席团追授阿维蒂斯扬苏联英雄称号（苏联最高荣誉称号）以及列宁勋章（苏联最高级别勋章）。
阿维蒂斯扬最终被安葬在克拉斯诺达尔边疆区的新罗西斯克市的一座名叫Verkhnebakansky的小镇。

## 紀念

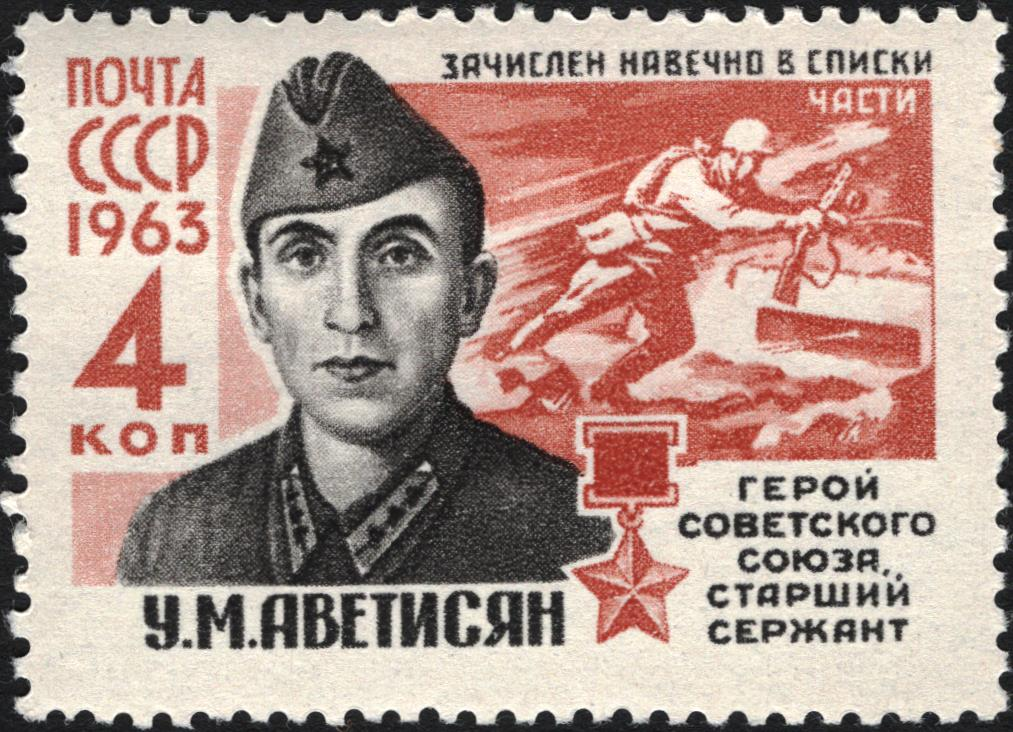
苏维埃社会主义共和国联盟於1963年發行的邮票，上面印有阿维蒂斯扬

1960年代，苏联发行了一系列纪念卫国战争英雄的邮票，阿维蒂斯扬的肖像就登上了1963年的一版苏联邮票。阿维蒂斯扬的故乡Tsav、亚美尼亚城市卡潘以及埃葉里溫都有他的纪念碑。埃里温市内有一所小学和一条街道都以“胡南·阿维蒂斯扬”命名；卡潘的一所中学以及一条街道也名为“胡南·阿维蒂斯扬”。